# Concessionária de Saneamento do Amapá
A Concessionária de Saneamento do Amapá, ou CSA Equatorial, é uma empresa privada de abastecimento de água e saneamento básico do Estado do Amapá.
A empresa pertence ao Grupo Equatorial Energia desde a desestatização da antiga empresa CAESA.  

## Sobre
Com o leilão da CAESA, empresa pertencente ao Governo do Estado do Amapá, o Consórcio Marco Zero arrematou a concessão pelo valor de R$980 milhões de reais de outorga para um período de 35 anos.
A Concessionária de Saneamento do Amapá (CSA Equatorial), formada pelas empresas Equatorial Participações e SAM Ambiental e Engenharia, iniciou suas operações no ano de 2022. 
A CSA é administrada por empresas com vasta experiência no fornecimento de energia e saneamento, além de reputação consolidada no mercado financeiro e investimentos em tecnologia e inovação.
A meta de universalização da CSA é alcançar os amapaenses das áreas urbanas com a distribuição de água tratada e coleta adequada de esgoto. As primeiras mudanças já podem ser sentidas pelo cidadão que já está conectado à rede de água. Ações como troca, instalação de hidrômetros e o processo de recadastramento de clientes já foram iniciadas e fazem parte das metas de eficiência da empresa.

## Área de Concessão
A área de concessão da CSA Equatorial é de todas as 16 cidades do estado do Amapá, atingido uma população de 750 mil habitantes.